# U.S. Professional Indoor 1975
Lo U.S. Pro Indoor 1975 è stato un torneo di tennis giocato sintetico indoor. È stata l'8ª edizione dello U.S. Pro Indoor, che fa parte del World Championship Tennis 1975. Si è giocato al Wachovia Spectrum di Filadelfia in Pennsylvania negli Stati Uniti dal 20 al 26 gennaio 1975.

## Campioni

### Singolare maschile
Marty Riessen ha battuto in finale  Vitas Gerulaitis con il punteggio di 7–6 (7–1), 5–7, 6–2, 6–7 (0–7), 6–3

### Doppio maschile
Brian Gottfried /  Raúl Ramírez hanno battuto in finale  Dick Stockton /  Erik Van Dillen con il punteggio di 5–7, 7–6, 6–4